# 上克拉尼斯卡统计区
上克拉尼斯卡统计区(斯洛文尼亚语: Gorenjska statistična regija)，是斯洛文尼亚的一个统计区。该统计区位於斯洛維尼亞西北部，最大的城市为克拉尼。2015年上克拉尼斯卡面積2,137平方公里，人口203,929人。

## 交通
斯洛維尼亞的樞紐機場約熱·普奇尼克機場位於此區。